# John Castle
John Castle (n. Croydon, Surrey; 14 de enero de 1940) es un actor inglés que ha actuado en cine, teatro y en la televisión. Obtuvo gran popularidad por su papel de Póstumo en la adaptación Yo, Claudio de la BBC o por interpretar al principal antagonista, el comandante Paul McDaggett en la película estadounidense RoboCop 3.

## Biografía
Nació en Croydon, Surrey. Fue educado en la Universidad de Brighton y el Colegio de la Trinidad, en Dublín. Luego, se formó en teatro en la Real Academia de Arte Dramático.
Su primera aparición fue como Westmoreland en el escenario de Henry V, en el Open Air, situado en el parque de Regent el 5 de junio de 1964 y su primera aparición en el teatro de Broadway fue en febrero de 1970, como Jos en Georgy, un corto musical.
Su comienzo en la pantalla fue en el papel de Godofredo II de Bretaña en la adaptación cinematográfica El león en invierno. Este rol le valió muchos elogios y comenzó a ser demandado en Londres y en Hollywood. La película hizo triunfar también a Anthony Hopkins, Timothy Dalton y Nigel Terry.
Castle obtuvo buenas críticas por sus actuaciones en Anthony y Cleopatra y por su papel de Dr. Carrasco/El Duque en El hombre de La Mancha.
También actuó como antagonista en RoboCop 3, luego apareció como Carruthers, el más famoso de un trío conspiratorio, en El ciclista solitario en un episodio de la serie de televisión Sherlock Holmes, teniendo a Jeremy Brett como el detective protagonista. Más tarde, continúo su asociación con Sherlock Holmes actuando como Nigel St. Clair en la adaptación cinemátográfica El crucíferas de sangre. También actuó como el Inspector Craddock en la historia de Agatha Christie A Murder is Announced.
En 1990, Castle interpretó el papel del Superintendente George Thorn en las adaptaciones de las novelas de John Penn hechas por la radio de la BBC.

## Vida personal
Actualmente, está casado con la escritora Maggie Wadey.
En un ensayo biográfico de ¿Quién es quién? en un teatro en 1981, Castle enumeró sus papeles favoritos como Lutero, Hamlet y O'Riordan.

## Filmografía

### Cine
- Explosión (1966)
- El león en invierno (1968) como Godofredo II de Bretaña
- El hombre de La Mancha como Dr. Carrasco/El Duque
- Anthony y Cleopatra (1972)
- Las aventuras alegres de Eliza Fraser (1976)
- The Incredible Sarah (1976)
- Ala de águila (1979)
- Turno de noche (1979)
- Dealers: Clan de ambiciosos (1989)
- RoboCop 3 (1993) como Paul McDaggett
- Dioses y generales (2003)

### Televisión
- El prisionero, en el episodio "El General" (1967)
- Suavemente, suavemente (1973)
- Yo, Claudio (1976) como Póstumo.
- Los nuevos vengadores (1976)
- 1990 (1977)
- Los tres rehenes, (1977) como Dominick Medina.
- Lillie (1978)
- Los profesionales
- Extraños
- Reilly, Ace of Spies
- El crucifijo de sangre, como Neville St. Clair
- Cuentos de lo inesperado
- Poirot, de Agatha Christie
- Miss Marple
- Imperios perdidos (con Laurence Olivier y Colin Firth)
- Inspector Morse
- Lovejoy
- Nova (2001; producción de PBS), como David Irving
- Casualty
- Las aventuras de Sherlock Holmes (1984)
- Doble identidad
- Los príncipes en la torre (2005; producción de Canal 4), como Dr. John Argentine
- Midsomer Murders, episodio 3 de la temporada 10: "King's Crystal", como Charles King.